# Carex phoenicis
Carex phoenicis är en halvgräsart som beskrevs av Stephen Troyte Dunn. Carex phoenicis ingår i släktet starrar, och familjen halvgräs. Inga underarter finns listade i Catalogue of Life.